# Вільям Ослер
Вільям Ослер (англ. Sir William Osler, 1st Baronet, FRS FRCP; 12 липня 1849, Бонд Гед, Канада — 29 грудня 1919, Оксфорд, Велика Британія) — канадський лікар, професор університету Джонса Гопкінса. Він створив першу програму резиденції (інтернатури) для спеціальної підготовки лікарів, і він першим вивів студентів-медиків з лекційного залу для клінічної підготовки біля ліжка пацієнта.

## Біографія

### Родина
Прадід Вільяма, Едвард Ослер, був або торговим моряком, або піратом. Один з дядьків Вільяма Едвард Ослер (1798—1863), медик у Королівському флоті, написав «Життя лорда Ексмута» та поему «Подорож». Вільям був наймолодшим з дев'яти синів Реверенда Фезерстоуна Ослера, місіонера, та його дружини Елен. Усі діти стали в житті успішними. Будучи школяром, Вільям був маленьким, дотепним хлопчиком з яскравою манерою, який відзначався як у спорті, так і в навчанні.

### Лікарська освіта
Батько хотів аби Вільям зробив церковну кар'єру. Але, навчаючись у школі, Вільям прочитав «Релігіо Медічі» сера Томаса Брауна і захопився природознавством. Він почав навчання в коледжі Трініті в Торонто, але вирішив, що церква не для нього, і вступив до медичної школи в Торонто в 1868 році. Згодом він перейшов до університету Макгілла в Монреалі, Квебек, де отримав ступінь лікаря в 1872 році. Протягом наступних двох років він відвідував медичні центри в Лондоні, Берліні, Лейпцигу та Відні, проводячи найдовший період в університетському лондонському коледжі, у лабораторії фізіології Джона Бурдона-Сандерсона, яка зробила експериментальну фізіологію важливою у медичній освіті.

### Медична кар'єра в Канаді
Ослер повернувся до Канади і розпочав загальну практику в Дундасі, Онтаріо, але незабаром був призначений викладачем в інститутах медицини університету Макгілл у Монреалі. У 1873 році Ослер продемонстрував, що досі невстановлені клітини в крові насправді були третім видом кровоносних тілець, які згодом були названі тромбоцитами. Ці клітини спостерігали і раніше, але ніхто до того, як Ослер, не вивчив їх так ретельно.
Він став професором там у 1875 році. Через рік він став патологоанатом у Монреальському госпіталі, а в 1878 році — лікарем цієї лікарні. У Макгіллі він викладав фізіологію, патологію та медицину. Його дослідження велися значною мірою в морзі.

### У США
У 1884 році його запросили обійняти завідування кафедрою клінічної медицини в Університеті Пенсильванії у Філадельфії. Він підкинув монету щоб вирішити це питання. Перебуваючи у Філадельфії, він став членом-засновником Асоціації американських лікарів.
У 1888 році Ослер прийняв запрошення стати першим професором медицини в новій медичній школі університету Джонса Гопкінса в Балтиморі. Саме тут він зарекомендував себе як найвидатніший педагог медицини свого часу. Там він зустрів Вільгельма Генрі Велча (1850—1934), керівника кафедри патології, Говарда Етвуда Келлі (1858—1943), завідувача кафедри акушерства та гінекології, та Вільяма Стюарда Халстеда (1852—1922), завідувача кафедри хірургії. Разом ці четверо трансформували організацію та навчальну програму клінічного викладання та зробили університет Джонса Гопкінса одним з найвідоміших медичним навчальних закладів у світі.
Перші чотири роки в університеті Джонса Гопкінса не було студентів, і Ослер використав цей час, щоб написати працю «Принципи та практика медицини», вперше опубліковану в 1892 році. У тому ж році він одружився з Грейс Гросс, вдовою колеги-хірурга у Філадельфії та правнучки Пола Ревіра, народного героя Американської революції і національного героя США. Підручник Ослера зажив слави в усьому англомовному світі. Він був написаний чітко, всебічно, цікаво та науково. Швидко став найпопулярнішим медичним підручником своєї доби і продовжує друкуватися з тих пір під редакцією редакторів, хоча ніколи не маючи тієї якості, яку зробив Ослер. Підручник дав несподіване продовження. Влітку 1897 року його прочитав у повному обсязі філантроп і бізнесмен Фредерік Т. Гейтс (1853—1929), який був залучений Джоном Д. Рокфеллером, щоб консультувати його у філантропічних починаннях. У результаті свого прочитання підручника Гейтс надихнув Рокфеллера спрямувати свою основу на медичні дослідження та створити Інститут медичних досліджень Рокфеллера в Нью-Йорку.
Студенти оглядали пацієнтів у палатах та представляли результати своєму викладачу. Їх також рекомендували вирішувати діагностичні проблеми з лабораторією. Проводилися публічні навчальні заняття разом з пацієнтами в аудиторіях. Так народилася модель клінічного навчання, що поширилася по всій території США. Ослер був не тільки професором медицини, але й головним лікарем лікарні, офісу, який вперше створив президент університету на основі свого досвіду роботи у великому департаменті. Згодом це поширилося на більшість медичних центрів США.

### У Великій Британії
У 1904 році Ослера запрошено очолити кафедру медицини в Оксфордському університеті. Його дружина телеграфувала йому з Америки: «Не зволікай. Прийми відразу». Ослер це зробив. Ця кафедра в Оксфорді є вінцем призначення, на який мають право лише піддані Британської корони, але Ослер зберіг своє громадянство Канади.
Вийшовши з університету Джонса Гопкінса в 1905 році, Ослер прочитав прощальну лекцію, в якій сказав про «відносну непотрібність чоловіків старше сорока років» — зауваження, які вільно і часто інтерпретувалося і викликало велику кількість суперечок з громадськістю.
Восени 1905 року він обійняв нове крісло, ставши членом одного з оксфордських коледжів, членом Ради Гебдомадальних (щотижневих) консулів та куратором Біблійної бібліотеки. В Оксфорді він викладав лише раз на тиждень, робив невелику кількість лікарських оглядів і більшу частину часу витрачав на свої книги. Його бібліотека стала однією з найкращих у своєму роді. Його обрали президентом Класичної асоціації. Він був обраний стипендіатом Лондонського королівського коледжу лікарів у 1884 році та членом Лондонського Королівського товариства у 1898 році. Ослер брав участь в заснуванні Асоціації лікарів Великої Британії та Ірландії та Quarterly Journal of Medicine. Він посприяв створенню штатних кафедр медицини в Лондонському університеті.
Ослер був людиною величезного особистого шарму, він уособлював твердження, що «секрет допомоги пацієнтам — це турбота про самих пацієнтів». Сам Ослер був відомий багатьма афоризмами, які до цих пір є настільки ж зухвалими, як і коли він вперше представив їх: «Вивчати медицину без читання підручників — це як пливти в море без карт, але вивчати медицину без роботи з пацієнтами — це як зовсім не збиратися в море». Ослеру була притаманна шалена кмітливість, він писав чудові медичні анекдоти під псевдонімом Егертона Йорріка Девіса, якого він представив як хірург-капітана у відставці армії США.
Його опис хвороб порівнюється з таким описом Гіппократа, і в міру набування клінічного досвіду його написання ставало все більш лаконічним і легким для розуміння. Він зробив деякі ранні описи морфології тромбоцитів, написав класичні праці про спадкову телеангіоектазію, системний червоний вовчак та поліцітемію. Його підручник був кладезем інформації, і він не загубив певну актуальність і донині. Ослер часто брав участь у різних підручниках та енциклопедіях інших авторів.
Ослер був чудовим діагностом, який наполягав на тому, щоб пацієнти в лікарні розглядалися як люди, а не як «цікаві випадки». У нього було багато особистих ідеалів, які він виклав у своїх нарисах, але, можливо, були головними:
- робити роботу дня слід добре, і не піклуватися про завтрашній день;
- бути завжди ввічливим та уважним до колег-професіоналів та до пацієнтів;
- культивувати почуття врівноваженості.

Ослер та його дружина були надзвичайно гостинні, особливо до відвідуючих їх американців, серед яких їхній будинок був відомий як «Відкриті обійми». У них народився син, названий Ревіром на честь його прадіда, Пола Ревіра. Характер Ослера відчутно змінився, коли його єдиний син загинув наприкінці Першої світової війни.
Вільям Ослер помер після значного переохолодження від абсцедуючої пневмонії та емпієми плеври на тлі нерозпізнаної бронхоектатичної хвороби 29 грудня 1919 року. Похований у каплиці в Церкві Христа, Оксфорд, 1 січня 1920 року.
У своєму заповіті він заповів свою бібліотеку з близько 8000 книг своїй альма-матір. Після того, як леді Ослер померла у 1928 році, і її прах та чоловіка були перенесені до бібліотеки Ослера з історії медицини МакГіллського університету. Друкований каталог матеріалів, які Ослер подарував Макгіллському університету, є основою бібліотеки Ослера, опублікований як Bibliotheca Osleriana.

## Наукові праці
- Normal histology for laboratory and class use. Montreal, 1882.
- An account of certain organisms occurring in the liquor sanguinis. Proceedings of the Royal Society of Medicine, London, (1873), 1874, 22: 391—398.
- A case of progressive pernicious anaemia (idiopathic of Addison). Written with William Gardner. Canada Medical and Surgical Journal, Montreal, 1877, 5: 383—404.
- Autopsy, in a Case of Epithelioma of Tongue. Excision of the Entire Organ by Galvanic Ecraseur. Canada Medical and Surgical Journal, Montreal, 1877, 56: 340—341.
- Autopsy by Osler in a Case of Fibroid Contraction of the Right Lung with Displacement of the Heart, under care of Dr. Ross. Canada Medical and Surgical Journal, Montreal, 1877, 56: 345—349. Referring to George Ross (1845—1892), a famous clinical teacher.
- Autopsy, in a Case of Cancer of the Liver, by John Bell. Canada Medical and Surgical Journal, Montreal, 1877, 58: 437—439.
- Autopsy by Osler, in a case of Acute Bright's Disease, accompanying pregnancy, miscarriage, peritonitis, death, under care of Dr. Ross. Canada Medical and Surgical Journal, Montreal, 1877, 58: 445—447.
- Autopsy, in a Case of Encephaloid Cancer of the Axillary Glands, with Secondary Deposits in all the Internal Organs, under the care of Dr. Fenwick. Canada Medical and Surgical Journal, Montreal, 1878, 72: 541—545. Referring to George Edgeworth Fenwick (1825—1894).
- Two specimens of retroperitoneal cancer; Kidney in a burn victim. Specimens presented by Osler. Canada Medical and Surgical Journal, Montreal, 1878, 72: Abbott p. 488.
- Montreal General Hospital, Medical and Surgical. Reports of Cases under the Care of Dr. Osler. Canada Medical and Surgical Journal, Montreal, 1880, 9: 161—162.
- A case of retro-peritoneal cancer. Clinical Notes on Haematemesis in Chronic. Splenic Tumor. Read before the Med. Chirur. Soc. of Montreal, Oct. 20, 1882. Canada Medical and Surgical Journal, Montreal, 1882, 11: 267—270.
- Specimen from a Case of Fatty Diarrhoea. II. Portions of Obliterated Superior Vena Cava. III. Specimen of a Case of Pneumonia terminating in abscess of lung. Specimens presented by Osler. Canada Medical and Surgical Journal, Montreal, 1882, 11.
- Discussion by Osler on Paper by Dr. Major on Papillomatous Growths of the Pharynx. Canada Medical and Surgical Journal, Montreal, 1882, 11: 515.
- Amyloid liver in a Case Dying of Phthisis. II. Lymphosarcomatous Growth of Bronchial Glands, by Dr. Wilkins. Specimens Presented, Med. Chirur. Soc. Montreal, June 14, 1883. Canada Medical and Surgical Journal, Montreal, 1883, 12: 102—103.
- Clinical Discussion by Osler of a Case of Hodgkin's Disease. Canada Medical and Surgical Journal, Montreal, 1883, 12: 499.
- Cancer of Ascending Colon, an Extensive. I. Cancer of Ascending Colon, Extensive Secondary Growths in Liver. II. Obstinate Quotidian Aigue. Medical Cases Under Care of Dr. Osler, Montreal General Hospital. Canada Medical and Surgical Journal, Montreal, 1883, 11, 1882: 28-30.
- The Gulstonian Lectures, on malignant endocarditis. British Medical Journal, London, 1885, 1: 467—470, 522—526, 577—579.
- First comprehensive description of subacute bacterial endocarditis. The cerebral palsies of children. Philadelphia, 1889.
- Aequanimitas: valedictory remarks to the graduates in medicine at the University of Pennsylvania, May 1st, 1889. Philadelphia, Wm. F. Fll & Co., 1889. 10 pages.
- The License to Practice. Maryland Medical Journal, 1889, 21: 61.
- Doctor and Nurse: Remarks to the First Class of Graduates from the Training School for Nurses of The Johns Hopkins Hospital. Baltimore: John Murphy and Company, 1891.
- The Principles and Practice of Medicine. New York D. Appleton, 1892; 10th edition 1925; translated into Chinese and French.
- Lectures on the diagnosis of abdominal tumors. New York Medical Journal, 1894.
- Osler delivered a series of lectures on abdominal tumors to the postgraduate class at Johns Hopkins in November and December of 1893. Second reprinting, New York, D. Appleton, 1895. 192 pages.
- The Leaven of Science. Wistar Institute at the University of Pennsylvania, May 21, 1894.
- On the visceral complication of erythema exudativum multiforme. American Journal of the Medical Sciences, 1895, 110: 629—646.
- An Alabama Student. First separate printing, Baltimore, Friedenwald, 1896.
- On the association of enormous heart hypertrophy, chronic proliferative peritonitis, and recurring ascites, with adherent pericardium. 1896.
- Lectures on angina pectoris and allied states. New York, 1897.
- Cancer of the stomach. With Thomas McCrae (1870-). Philadelphia, 1900.
- On a family form of recurring epistaxis, associated with multiple telangiectases of the skin and mucous membranes. Johns Hopkins Hospital Bulletin, 1901, 12: 333—337. Reprinted in Medical Classics, 1939, 4: 243—153.
- Rendu-Osler-Weber disease. The Masterword in Medicine. Baltimore, 1903.
- Chronic cyanosis, with polycythaemia and enlarged spleen: a new clinical entity. American Journal of the Medical Sciences, Thorofare, N.J., 1903, 126: 187—201. Reprinted in Medical Classics, 1939, 4: 254—275.
- Polycythaemia rubra vera, or Vaquez-Osler disease. Science and Immortality. Boston: Houghton, Mifflin and Company, 1904.
- Aequanimitas With Other Addresses to Medical Students, Nurses and Practitioners of Medicine. Philadelphia: The Blakiston Company, 1904. 2nd edition, 1906.
- The growth of truth as illustrated in the discovery of the circulation of the blood. London, 1906.
- On multiple hereditary telangiectases with recurrent haemorrhages. Quarterly Journal of Medicine, Oxford, 1907, 1: 53-58.
- Rendu-Osler-Weber disease. Modern medicine: Its Theory and Practice, in Original Contributions by American and Foreign Authors. Edited by William Osler, assisted by Thomas McCrae. Philadelphia and New York: Lea & Febiger, 1907—1910.
- Chronic infectious endocarditis. Quarterly Journal of Medicine, Oxford, 1908—1909, 2: 219—230.
- An Alabama Student and Other Biographical Addresses. Oxford University Press, New York, 1908.
- The Lumleian lectures on angina pectoris. The Lancet. Lecture II, Pathology. March 15th, 1910. Lancet, 1910; I: 839—844.
- Specialism in the General Hospital. Johns Hopkins Alumni Magazine, June 1913.
- A way of life. London, 1914.
- After Twenty-Five Years: an Address at the Opening of the Session of the Medical Faculty. Montreal Medical Journal (November 1899.
- In "twenty-Fifth Anniversary of The Johns Hopkins Hospital. 1889—1914, Communication from Dr. Osler: Looking Back. Bulletin of the Johns Hopkins Hospital 25 (December 1914): 354-5. / Twenty-Fifth Anniversary of The Johns Hopkins Hospital. 1889—1914
- The Coming of Age of Internal Medicine in America. Philadelphia: J. B. Lippincott, 1915. (Reprinted from International Clinics, vol. 4, ser. 25.
- Observations on the severe anaemias of pregnancy and the post-partum state. British Medical Journal, London, 1919, 1: 1-3.
- A Concise History of Medicine. Baltimore, 1919.
- The old humanities and the new science. Boston and New York, 1920.
- The evolution of modern medicine. New Haven, Yale University Press, 1921.
- Incunabula medica. A study of the earliest printed medical books, 1467—1480. Oxford University Press, 1923.
- The Student Life and Other Essays. London: Constable, 1928.

## Твори про нього
- Bibliotheca Osleriana: A Catalogue of Books Illustrating the History of Medicine and Science Collected, Arranged, and Annotated by Sir William Osler, Bt. and Bequeathed to McGill University. Oxford: Clarendon Press, 1929.
- A Way of Life: An Address to Yale Students. Baltimore: Remington-Putnam Book Company, 1932. Works on Osler and his time, etc.
- Lewellys F. Barker: Osler as Chief of a Medical Clinic. Bulletin of the Johns Hopkins Hospital, 1919, 30 (July): 189—193.
- Thomas R Brown: Osler and the Student. Bulletin of the Johns Hopkins Hospital 30 (July 1919): 200-1.
- Louis Hamman (1877—1946): Osler and the Tuberculosis Work of the Hospital. Bulletin of the Johns Hopkins Hospital, 1919, 30 (July): 202-4.
- Howard Atwood Kelly: Osler as I Knew Him in Philadelphia and in the Hopkins. Bulletin of the Johns Hopkins Hospital, 1919, 30 (July): 215-6.
- Counsels and ideals from the writings of Sir William Osler. Boston and New York, 1905; 2nd edition, 1921. Contributions to Medical and Biological Research Dedicated to Sir William Osler,
- In Honour of His Seventieth Birthday, July 12, 1919, by His Pupils and Co-Workers. Service Written by His Friends, Associates and Former Pupils. Baltimore: Johns Hopkins Press, 1920/
- William G. MacCallum. Osler as a Pathologist. Bulletin of the Johns Hopkins Hospital, 1919, 30 (July): 197-8.
- Henry M. Thomas. Some Memories of the Development of the Medical School and of Osler's Advent. Bulletin of the Johns Hopkins Hospital, 1919, 30 (July): 185-9.
- Henry Barton Jacobs. Osler as a Citizen and His Relation to the Tuberculosis Crusade in Maryland. Bulletin of the Johns Hopkins Hospital, 1919, 30 (July): 205-8.
- Minnie Wright Blogg. Bibliography of the Writings of Sir William Osler, Bart., M.D., F.R.S., Regius Professor of Medicine in the University of Oxford. Baltimore: The Lord Baltimore Press, 1921.
- Harvey W. Cushing. The Life of Sir William Osler. 2 volumes, Oxford, 1925; reissued 1982. The standard biographical work. Pulitzer prize winner.
- Maude E. Abbott. Sir William Osler Memorial Number. Montreal, 1926.
- Fielding H. Garrison. Osler's Place in the History of Medicine. International Association of Medical Museums, Bulletin No IX (1926): 29-32. (Sir William Osler Memorial Number.)
- Sir German Sims Woodhead. Sir William Osler. International Association of Medical Museums, Bulletin No IX (1926): 33-7.
- Thomas McCrae. The Influence of Pathology upon the Clinical Medicine of William Osler. International Association of Medical Museums, Bulletin No IX (1926): 37-40.
- Rufus Cole. Sir William Osler, Teacher and Student. International Association of Medical Museums, 1926, Bulletin IX: 46-51.
- George M. Kober. The Influence of Dr. Osler on American Medicine. International Association of Medical Museums, Bulletin No IX (1926): 52-8.
- Joseph H. Pratt. Osler and Tuberculosis. International Association of Medical Museums, Bulletin No IX (1926): 59-79.
- Lewellys F. Barker: Foreword-Dr. Osler as the Young Physician's Friend and Exemplar. International Association of Medical Museums, Bulletin No IX (1926): 251-8.
- Henry Mills Hurd. The Personality of William Osler in Baltimore. International Association of Medical Museums, Bulletin No IX (1926): 262-4.
- Henri A. LaFleur. Early Days at the Johns Hopkins Hospital with Dr. Osler. International Association of Medical Museums, Bulletin No IX (1926): 268-72.
- John Miller Turpin Finney. A Personal Appreciation of the Late Sir William Osler. International Association of Medical Museums, Bulletin No IX (1926): 273-85.
- William S. Thayer. Osler. International Association of Medical Museums, Bulletin No IX (1926): 286-93.
- Charles P. Emerson. Reminiscences of Sir William Osler. International Association of Medical Museums, 1926, Bulletin No IX: 294—303.
- Rufus Cole, et al. Special Meeting of the Johns Hopkins Historical Club: Presentation to the Hospital of Memorial Plaque of Sir William Osler. Bulletin of the Johns Hopkins Hospital, 1927, 41 (September): 139—153.
- Edith Gittings Reid. The Great Physician: A Short Life of Sir William Osler. New York: Oxford University Press, 1931.
- Lewellys F. Barker. Osler in America: with Especial Reference to His Baltimore Period. Canadian Medical Association Journal, 1935, 33 (October): 353-9.
- Maude E. Abbott. Classified and Annotated Bibliography of Sir William Osler's Publications. Montreal: The Medical Museum, McGill University, 1939. Based on the chronological bibliography by Minnie Wright Blogg.
- Charles D. Parfitt. Osler's Influence in the War against Tuberculosis. Canadian Medical Association Journal, 1942, 47 (October): 293—304.
- Willard E. Goodwin. William Osler and Howard A. Kelly, 'Physicians, Medical Historians, Friends,' as Revealed by Nineteen Letters from Osler to Kelly. Bulletin of the History of Medicine, 1946, 20: 611-52.
- Felix Cunha. Osler as a Gastroenterologist. San Francisco: N. p., 1948. Henry A. Christian: Osler: Recollections of an Undergraduate Medical Student at Johns Hopkins. Archives of Internal Medicine, 1949, 84 (July): 77-83.
- Norman B. Gwyn,.et al. Sir William Osler Memorial Number. American Journal of Internal Medicine, 1949, 84 (July): 1-199.
- Walter Reginald Bett. Osler, the Man and the Legend. London: Heinemann, 1951.
- Huntington Williams. Osler and Welch, Founders of Modern American Public Health. Virginia Medical Monthly, 1953, 80 (June): 303-12.
- Anne Wilkinson. Lions in the Way: A Discursive History of the Oslers. Toronto: Macmillan of Canada, 1956.
- Robert B. Bean and William B. Bean. Sir William Osler: Aphorisms from His Bedside Teachings and Writings. Springfield, IL: Charles C. Thomas Company, 1961.
- Charles G. Roland. Some Addenda to Abbott's Classified Bibliography of Sir William Osler. Bulletin of the History of Medicine 38 (1964): 78-9.
- Emile Holman. Sir William Osler, William Stewart Halsted, Harvey Cushing: Some Personal Reminiscences. Surgery, 1965, 57: 589—601. William Osler, 1849—1919: Commemorative Issue. Journal of the American Medical Association, 1969, 210 (December 22): 2213-71.
- D. G. Bates and E. H. Bensley. The Inner History of the Johns Hopkins Hospital. Johns Hopkins Medical Journal, 1969, 125 (October): 184-94. (Edited publication of W. H. Osler's manuscript.)
- Wilburt C. Davison. Osler's Opposition to 'Whole Time Clinical Professors' // Humanism in Medicine, edited by John P. McGovern and Chester R. Burns. Springfield, IL: Charles C. Thomas Company, 1973.
- George T Harrell. Osler's Practice. Bulletin of the History of Medicine, 1973, 47 (November-December): 545-68.
- Harvey, A. McGehee. William Osler and Medicine in America: With Special Reference to the Baltimore Period. Maryland State Medical Journal, 1976, 25: 35-42.
- Student and Chief: the Osler-Camac Correspondence. Edited by E. F. Nation and J. P. McGovern. Pasadena: Castle Press, 1980.
- H. Robb-Smith. Osler's Influence on Haematology. Blood Cells, 1981, 7 : 513-36.
- George T Harrell. The Osler Family. Journal of the American Medical Association, 1982, 248 (July 9): 203-9.
- R. Palmer Howard. The Chief: Doctor William Osler. Canton, MA: Science History Publications, 1983.
- Concentrates on his family life and personality.
- Jeremiah A Barondess. Cushing and Osler: The Evolution of a Friendship. Transactions and Studies of the College of Physicians of Philadelphia, 1985, 7: 79-112.
- Richard L. Golden and Charles G. Roland, editors: Sir William Osler: An Annotated Bibliography with Illustrations. San Francisco: Norman Publishing, 1988.
- W. Bruce Fye. William Osler. Clinical Cardiology, 1988, 11 (May): 356-58.
- W. Bruce Fye. William Osler's Departure from North America: The Price of Success. New England Journal of Medicine, 1989, 320 (May): 1425-31.
- McGehee Harvey, Victor A. McKusick, John D. Stobo. Osler's Legacy: The Department of Medicine at Johns Hopkins, 1889—1989. Baltimore: The Department of Medicine, The Johns Hopkins University, 1990.
- T. S. Huddle. Osler's Clinical Clerkship: Origins and Interpretations. Journal of the History of Medicine and Allied Sciences, 1994, 49 (October): 483—503.
- Michael Bliss. William Osler: a life in medicine. University of Toronto Press, 1999. xiv, 581 pages. 24 pages of plates.
- Earl F. Nation, Charles G. Roland, John P. McGovern. An Annotated Checklist of Osleriana. Volumes 1 and 2. Osler Library, McGill University 2000. (Osler Library studies in the history of medicine ; no. 4-5). Volume 1 first published by Kent State University in 1976.

## Об'єкти, названі на його честь
- Філярія Ослера — Ослер описав раніше невідому паразитарну нематоду серед щенят у розплідниках Монреальського клубу полювання. Цей організм, Strongylus canis bronchialis, у 1879 році Томас Спенсер Кобболд перейменував у Filaria osleri, а в 1921 році Моріс Голл — в Oslerus osleri.
- Спосіб Ослера — стиснення променевої артерії під час вимірювання артеріального тиску за допомогою манжети достатньо для запобігання пальпації променевого імпульсу повз точки стиснення. Якщо пульс все-таки промацується, то артерія склерозована. Це дає можливість діагностики артеріальної гіпертензії, коли артеріальний тиск може бути й нормальним.
- Вузлики Ослера — болісні ділянки на подушечках пальців рук і ніг, що спостерігаються при бактеріальному ендокардиті, часто передує печінню, пульсуючому свербежу або поколюванню. При гострому бактеріальному ендокардиті вони пов'язані з миттєвими інфекційними емболіями; при підгострому бактеріальному ендокардиті вони пов'язані з імунними комплексами та дрібносудинними артеріїтами шкіри.
- Синдром Ослера — періодичні епізоди колькоподібного болю з типовою іррадіацією у спину, ознобом і гарячкою і, іноді, жовтяницею. Через наявність дивертикулу жовчний камень вільно рухається, за розміром він більший за отвір холедоха, періодично перешкоджає відтоку жовчі таким же чином, як кульовий клапан[10].
- Тріада Ослера — поєднання пневмонії, ендокардиту та менінгіту. Спочатку про тріаду повідомив австрійський патолог Річард Ладіслав Гешль у 1862 році, а згодом Ослер у 1881 році[11].
- Хвороба Рандю — Ослера — спадкове захворювання, в основі якого лежить неповноцінність судинного ендотелію, в результаті чого утворюються множинні ангіоми та телеангіектазії, що періодично кровоточать.
- Sphryanura osleri — в 1874 році Ослер знайшов невідому трематоду в зябрах тритона, який згодом була названа на його честь.